# Raionul Perevalsk, Luhansk
Perevalsk (în ucraineană Перевальський район, transliterat: Perevalskîi raion) este un raion în regiunea Luhansk, Ucraina. Reședința sa este orașul Perevalsk.

## Demografie
Componența lingvistică a raionului Perevalsk
     Rusă (76,39%)
     Ucraineană (23,15%)
     Alte limbi (0,16%)
Conform recensământului din 2001, majoritatea populației raionului Perevalsk era vorbitoare de rusă (76,39%), existând în minoritate și vorbitori de ucraineană (23,15%).